# Alan Gelfand
Alan „Ollie“ Gelfand (* 1963 New York) je americký skateboardista, vynálezce nejzákladnějšího skateboardového triku
„ollie“.

## Život a kariéra
V roce 1968 se Alan se svou rodinou odstěhoval z New Yorku do Hollywoodu kde v roce 1974 začal jezdit na skateboardu poté, co mu otec koupil první skateboard. V roce 1976 vyhrál svoje první skateboardové závody na Floridě.